# Hoplocoryphidae
Hoplocoryphidae (лат.) — семейство богомолов. Встречаются в тропической Африке.

## Описание
Hoplocoryphidae могут быть отличимы от всех других богомолов по следующей комбинации признаков: тело удлинённое, коричневатое; вершина головы без отростка; глаза округлые; юкстаокулярные выпуклости крупные, конические; супракоксальная дилатация отчётливая; метазона по крайней мере в 2 раза длиннее прозоны, более или менее треугольная в сечении, со срединным и одним или несколькими парамедианными килями; вершинные доли переднеспинки с коротким шипом; переднеспинка с 3 дисковидными и 4 задневентральными шипами, коготковая бороздка находится в вершинной трети; ходильные ноги без лопастей.
Самцы мезоптерные до аптерных, самки аптерные; тергиты с маленькими срединными долями на заднем крае у самок; супранальная пластинка треугольная, удлинённая; церки короче половины длины брюшка, уплощённые. Фалломеры умеренно склеротизированы; отростки левого комплекса разделены; вентральный фалломер без базальной доли с правой стороны. Первичный дистальный выступ pda (primary distal process) смещён на левую сторону вентрального фалломера; боковой вторичный дистальный выступ sdpl (lateral secondary distal process) присутствует или отсутствует, срединный вторичный дистальный выступ sdpm (median secondary distal process) всегда отсутствует; фаллоидный апофизис слабо или отчетливо раздвоенный, бугорчатый, сильно склеротизированный, с развитыми скульптурами; перепончатая доля не волосистая; дорсальная пластинка левого фалломера без округлой доли.

## Классификация
Семейство включает 3 рода, ранее включаемых в Thespidae (Hoplocoryphinae). В новой классификации (2019) таксон Hoplocoryphidae включён в монотипическое надсемейство Hoplocoryphoidea (из клады Cernomantodea) и инфраотряд Schizomantodea.
- Apterocorypha Roy, 1966
- Hoplocorypha Stal, 1871
- Hoplocoryphella Giglio-Tos, 1916